# USS Garcia
L'USS Garcia (FF-1040) était le navire de tête de sa classe de destroyers d’escorte (plus tard reclassés comme frégates) de l’United States Navy. Il a été nommé en l’honneur du soldat de première classe Fernando Luis Garcia, le premier récipiendaire de la Medal of Honor originaire de Porto Rico.
Mis en chantier le 16 octobre 1962 par Bethlehem Steel à San Francisco, en Californie, l’USS Garcia a été lancé le 31 octobre 1963 et mis en service le 21 décembre 1964. Initialement désigné DE-1040, il a été redésigné FF-1040 en 1975 dans le cadre de la reclassification des navires de la Marine cette année-là.
Il a servi dans la flotte de l'Atlantique et a été basé à Newport (Rhode Island) et Charleston (Caroline du Sud).

## Service pakistanais
Après son désarmement le 31 janvier 1989, il est transféré au Pakistan le même jour. Rebaptisé Saif, il est renvoyé aux États-Unis le 13 janvier 1994 puis vendu à la ferraille le 29 mars 1994.

## Distinctions
| Bronze star | Navy Unit Commendation (avec une étoile) |
|             | Navy E Ribbon                            |
|             | Navy Expeditionary Medal                 |
|             | National Defense Service Medal           |
|             | Armed Forces Expeditionary Medal         |

## References
- (en-US) K. Jack Bauer et Stephen S. Roberts, Register of Ships of the U. S. Navy, 1775-1990, p. 243.
- Proceedings, Naval Institute, mai 1995, p. 219-220.